# Mohamed Boudia
Ne doit pas être confondu avec Mohamed Boudiaf.
Pour les articles homonymes, voir Boudia.
Mohamed Boudia (en arabe : محمد بوديا), né le 24 février 1932 à la Casbah d'Alger et assassiné par le Mossad le 28 juin 1973 à Paris 5e, est un dramaturge, écrivain, militant et activiste indépendantiste algérien et de la cause palestinienne. 

## Biographie

### Jeunesse
il a effectué son service militaire et a résidé pendant deux années à Dijon. Dans cette ville, il multiplie les contacts avec les milieux nationalistes et se rend régulièrement dans les théâtres. Il commence d'ailleurs à écrire des pièces de théâtre.
En 1954, après le début de la Guerre d'Algérie, il rejoint la France et devient membre de la Fédération de France du FLN. Il participe à plusieurs opérations en tant que fedayin. Chef du commando « La Spéciale », il fomente l'attentat contre les dépôts pétroliers de Mourepiane en 1958. 
Blessé lors d'une de ces opérations en 1956, il est arrêté en 1958. Il est condamné à vingt ans de prison. Considéré comme un élément « dangereux et perturbateur », il navigue d’une prison à l'autre : Fresnes, la Santé, les Baumettes et Angers ont été ses lieux de détention.

### Engagement médiatique
En 1963, il occupe le poste de directeur du Théâtre national algérien à Alger, premier théâtre créé en Algérie après  l'indépendance, qu'il a contribué à nationaliser avec Mustapha Kateb. Après l'indépendance de l'Algérie, il est le fondateur de deux journaux : Novembre, revue culturelle, et Alger-Ce soir, un quotidien qui lui permet de s'exprimer en tant que poète, écrivain, artiste ou polémiste.
Le 19 juin 1965, le coup d'État du colonel Boumédiène qui met fin au régime de Ben Bella , l'oblige à quitter le territoire algérien car il est recherché. Il trouve refuge en France et continue ses activités politiques et culturelles. Il exprime son opposition au colonel Boumédiène en devenant membre actif de l'ORP, « Organisation de la résistance  populaire ». 
En 1967, il est un des fondateurs du FLN Clandestin (RUR) dont il occupe un poste de direction. Administrateur du Théâtre de l'Ouest Parisien à Boulogne-Billancourt, il constitue la troupe du Théâtre Maghrébin qu’il autofinance.

### Lien entre théâtre et politique
Boudia effectue des allers-retours incessants entre la politique et le théâtre. Ces pièces de théâtre sont en lien avec la quête de l'indépendance de l'Algérie. De 1955 à 1957, le théâtre est pour lui un combat politique. À cette époque, plusieurs personnes du milieu du théâtre engagées dans les mouvements nationalistes  servent d'étendard à la question algérienne à Saint-Denis, Barbès, Clignancourt, Marseille et dans d’autres villes françaises. Mohamed Boudia et son ami Mohamed Zinet forment un duo d'agitateurs. Ils participent activement aux actions de la Fédération de France du FLN, font connaître au public les objectifs et les prises de positions du mouvement nationaliste. Ils organisent des rencontres avec les émigrés et dispensent des formations pour  les jeunes comédiens. 
Administrateur du Théâtre de l'Ouest parisien, il rejoint le mouvement national palestinien Fatah. Les autorités administratives décident la dissolution de toutes ces troupes théâtrales soupçonnées de faire une propagande d'idées révolutionnaires.
En prison, Boudia continue de militer : aux Beaumettes, il monte plusieurs pièces de théâtre avec pour but d'expliquer les causes et l'importance de la lutte de libération. Il souhaite aussi faire partager sa passion du théâtre aux prisonniers pour contribuer à les sortir de leur apathie carcérale et de favoriser leurs pratiques culturelles. Il crée deux pièces de théâtre, Naissances et L’Olivier, et traduit en arabe dialectal  quelques textes dramatiques français dont ceux de Molière. 
Il réussit à s'évader de la prison d'Angers grâce à la complicité du réseau Jeanson pour se réfugier temporairement en Belgique. Puis, il rejoint la troupe culturelle du FLN basée à Tunis.

### Engagement pour la cause palestinienne
Son engagement militant en faveur de l'indépendance algérienne terminé, il épouse ensuite la cause palestinienne en intervenant au Front populaire de libération de la Palestine (FPLP). Sa rencontre avec Wadie Haddad, responsable militaire du FPLP à Cuba est un élément déclencheur dans son militantisme palestinien. Il est recruté pour faire partie d'une formation à l'Université Patrice Lumumba, au milieu des années soixante. Il veut exploiter son expérience passée pour la cause algérienne pour la mettre au service de la cause du peuple palestinien. Proche de Georges Habache, responsable du FPLP, il est un des membres les plus actifs en France. D'abord trésorier, il participe à des actions armées extérieures. Mohamed Boudia est ensuite nommé à la tête de l’organisation spéciale du FPLP en Europe, qui était chargée de recruter des militants et de mener des actions violentes contre de cibles israéliennes en Europe.

### Attentats
En 1971, Boudia provoque l'explosion d'une raffinerie de pétrole à Rotterdam. Il recrute des jeunes femmes pour des attentats, dont trois de ces femmes qu'il envoie à Jérusalem pour bombarder une série d'hôtels. 
À nouveau accompagné d'une jeune femme, Boudia attaque un château en Autriche qui servait de camp de transit pour les réfugiés juifs russes en route pour Israël. Cette attaque également échoue mais il parvient à faire sauter une raffinerie de pétrole à Trieste, avec vingt kilos d'explosifs : 250 000 tonnes de pétrole en feu et un pipeline détruit.

### Mort
Le Mossad l'avait listé parmi ses cibles à abattre après les attentats en Europe dans les années 1970, notamment la prise d'otage des jeux olympiques de Munich, ciblant les membres de la délégation sportive israélienne en 1972, le soupçonnant de faire partie de l'organisation palestinienne Septembre noir. D'après le journaliste Ronen Bergman, le Shin Beth aurait déjoué un projet d'attentat de Boudia visant à faire exploser des bombes simultanément dans sept grands hôtels de Tel Aviv durant le seder de Pessa'h. 
L'origine de sa mort à Paris est incertaine. Selon une hypothèse, il a été victime d'une mauvaise manipulation en déposant la bombe qu’il transportait sur le siège arrière de sa voiture. L'autre hypothèse imputant sa mort à un attentat organisé par les renseignements israéliens. Ronen Bergman dans un ouvrage consacré aux assassinats ciblés israéliens affirme que son assassinat a été organisé par des agents du Kidon après qu'un nouveau projet d'attentat a été découvert.  Ces agents auraient disposé une bombe sensible à la pression sous le siège conducteur de sa voiture.
Ses funérailles ont été organisées en toute discrétion à Alger. Aucune personne de l'establishment culturel ou politique ne lui a rendu hommage hormis les Palestiniens qui ont manifesté en solidarité de sa mémoire.